# Фредиани, Джамбаттиста
Джамбатти́ста Фредиа́ни (Джованни Баттиста Фредиани; итал. Giambattista Frediani, Frigidiannus, Frediani di Luca; вторая половина XVII века) — итальянский архитектор, работавший в Литве.
В 1671—1673 годах в Вильне строил деревянный монументальный арочный мост над Вилией с двумя башнями, однако мост, ещё не достроенный, рухнул.
Предполагается, что Фредиани после 1672 года руководил строительством костёла Святых апостолов Петра и Павла на Антоколе (Вильнюс) и примыкающемго к нему монастыря латеранских каноников в Вильне.
По некоторым сведениям, по проекту архитектора Джованни Баттиста Фредиани, участвовавшего в постройке костёла Святых апостолов Петра и Павла и костёла Посещения Пресвятой Девы Марии Святой Елизаветы в Пажайслисском монастыре, в 1691 году был построен дворец Сапег на Антоколе в стиле барокко.